# Estrecho de Bali
El estrecho de Bali (en indonesio: Selat Bali) es un estrecho marino de Indonesia localizado en el archipiélago malayo, que separa la isla  de Bali de la isla de Java. El estrecho es la frontera entre las provincias indonesias de Java Oriental y Bali, y también del grupo de las  Islas mayores y las menores de la Sonda, conectando el océano Índico, al sur, con el mar de Bali, al norte. La anchura mínima del estrecho es de 2,4 km y su longitud depende mucho del punto en que se considere que empieza, siendo difícil de determinar ya que tiene forma de embudo.

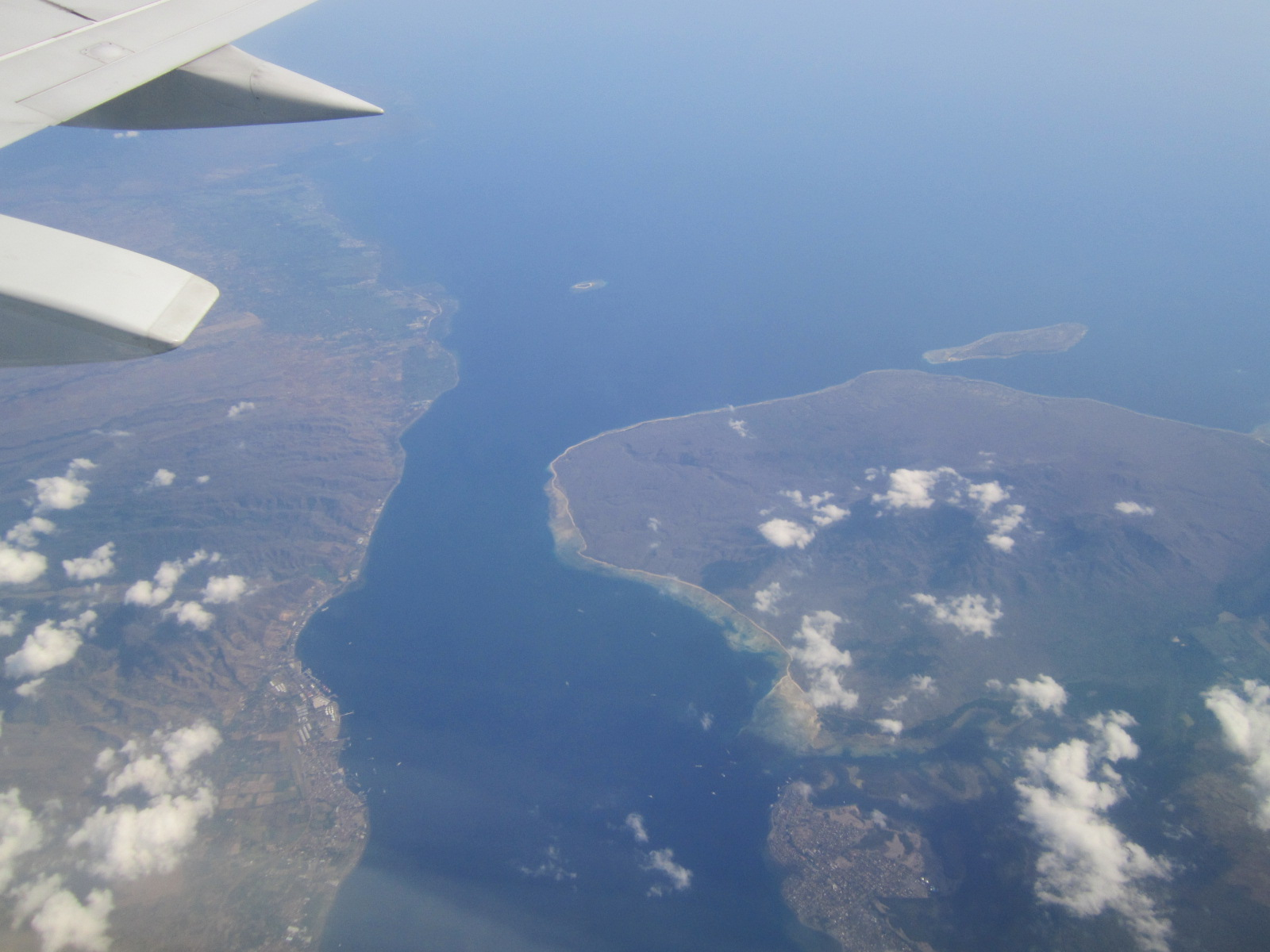
Vista aérea, con Java a la izquierda y Bali a la derecha.

Un transbordador conecta las dos islas entre Banyuwangi (Java) y Gilimanuk (Bali). La ribera norte de Bali forma parte del Parque nacional de Bali Occidental (declarado en 1995).
Hay estudios en marcha desde la década de 1990 para construir un puente, iniciativa que se quiere impulsar dado el éxito del no lejano puente de Suramadu (2003-09), que cruza el estrecho de Madura uniendo la propia isla de Java y con la isla de Madura.